# 哈丁敦
哈丁敦（英語：Haddington；低地蘇格蘭語：；蘇格蘭蓋爾語：是一個位於英國蘇格蘭東洛錫安的小鎮，大約在愛丁堡以東20英里（32公里）, 是東洛錫安主要的行政，文化和地理中心。在十世紀, 和其餘洛錫安地區一樣,被割讓成為英國的一部分。哈丁敦在大衛一世統治其間（1124年至1153年）得到了交易權使其能發展成為一個交易城鎮。
雖然哈丁敦曾經是蘇格蘭的第四大城市（亞伯丁，愛丁堡和羅克斯堡之後），但今天的哈丁敦是一個小鎮，人口不到9,000人。

## 友好城市
- 法國 内尔河畔欧比尼